# 세이클럽
세이클럽은 웹 기반의 채팅서비스 사이트이다. 1999년 6월 28일부터 인터넷 기업 네오위즈가 서비스를 시작했으며 주로 아바타 서비스로 유명하다. 채팅서비스를 제공하면서도 개인 방송 서비스도 제공한다.

## 역사
- 1997년 5월 28일: (주)네오위즈 설립.
- 1999년 6월 28일: 세이클럽 서비스 시작.
- 2002년 4월: 세이클럽 메신저 타키 출시.
- 2002년: 세이클럽 제팬 서비스, 음악방송 세이캐스트 시작.

## 같이 보기
- 네오위즈